# Novij Torjal-i járás

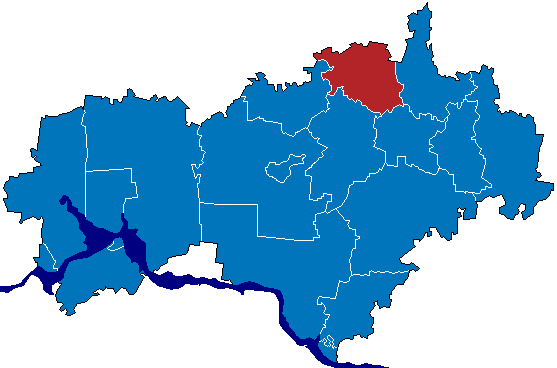
A Novij Trojal-i járás Mariföldön

A Novij Torjal-i járás (oroszul Новоторъяльский район, mari nyelven У Торъял кундем) Oroszország egyik járása Mariföldön. Székhelye Novij Torjal.

## Népesség
- 1989-ben 20 628 lakosa volt.
- 2002-ben 18 543 lakosa volt, melynek 69,4%-a mari, 29,3%-a orosz.
- 2010-ben 17 124 lakosa volt, melynek 67,4%-a mari, 27,7%-a orosz.